# Veissella milloti
Veissella milloti is een spinnensoort in de taxonomische indeling van de springspinnen (Salticidae).
Het dier behoort tot het geslacht Veissella. De wetenschappelijke naam van de soort werd voor het eerst geldig gepubliceerd in 2008 door Dmitri Viktorovich Logunov & Azarkina.